# フィッチ・レーティングス
フィッチ・レーティングス (Fitch Ratings Ltd.) は、イギリス・ロンドンおよびアメリカ合衆国・ニューヨークに本拠を置き、金融商品または企業・政府などについて、その信用状態に関する独自の格付け情報を提供する、民間企業である。フィッチ・ソリューションズ、フィッチ・トレーニングなど関連企業グループを総称してフィッチ・グループと呼んでいる。従前は持株会社の仏フィマラックS.A.がほぼすべての株式を保有していたが、現在は米ハースト・コーポレーションの傘下にある。
日本においては、IBCAリミテッド（後述）として1989年に東京事務所を開設した。

## 沿革
- 1913年 - ジョン・ノレス・フィッチがニューヨークにフィッチ・パブリッシング・カンパニーを設立
- 1932年 - シカゴにダフ・アンド・フェルプス(Duff & Phelps Credit Rating Co.)設立
- 1978年 - ロンドンにIBCAリミテッド設立
- 1997年 - IBCAリミテッドと合併し、フィッチIBCAとなる
- 2000年 - ダフ・アンド・フェルプスと合併、トムソン・フィナンシャル・サービシズ・カンパニーの格付部門であるトムソン・バンクウォッチを買収
- 2002年 - 信用格付けサービスのブランド名をフィッチ・レーティングスに統一
- 2006年 - ハースト・コーポレーションがフィッチ・グループの株式の20%を取得
- 2010年 - 日本法人フィッチ・レーティングス・ジャパン株式会社設立、金融庁指定格付け機関に登録
- 2015年 - ハーストが株式を追加取得、株式保有率はハーストが80%、フィマラックが20%となる